# 레이디호크
《레이디호크》(영어: Ladyhawke)는 미국에서 제작된 1985년 중세 판타지 영화이다. 리처드 도너가 연출과 제작을 맡았고, 매슈 브로더릭, 륏허르 하우어르, 미셸 파이퍼 등이 출연하였다.

## 출연진
- 매슈 브로더릭
- 륏허르 하우어르
- 미셸 파이퍼
- 리오 매컨
- 존 우드
- 켄 허치슨
- 앨프리드 몰리나

## 기타 제작진
- 배역: 매리언 도허티
- 미술: 울프 크뢰거, 조반니 나탈루치
- 자문: 톰 맹키위츠